# Steven Vogt
Steven Scott Vogt (20 desembre 1949, Rock Island, Illionis, EUA) és un astrofísic estatunidenc de la Universitat de Califòrnia a Santa Cruz, que treballa en el camp de la instrumentació òptica, l'espectroscòpia i en la detecció i caracterització de planetes extrasolars, dels quals n'ha descobert 21.

## Vida
Vogt es graduà en física i astronomia el 1972 a la Universitat de Califòrnia a Berkeley, realitzà un màster d'astronomia a la Universitat de Texas a Austin que completà el 1976 i es doctorà en aquesta mateixa universitat el 1978 sota la direcció de Robert G. Tull. Aquest mateix any fou contractat per la Universitat de Califòrnia a Santa Cruz.

## Obra
Vogt dissenyà l'espectrògraf Hamilton Echelle d'alta dispersió que s'instal·là a un dels telescopis de l'Observatori Lick el 1987 i que s'empra per a l'observació d'objectes distants. El 1994 l'optimitzà per a la recerca d'exoplanetes incrementant la seva precisió i pogués mesurar velocitats radials fins a 3 m/s (inicialment només mesurava fins a 10 m/s). Entre 1987 i 1993 dissenyà i construí l'espectrògraf HIRES (High Resolution Echelle Spectrograph) que s'instal·là al telescopi de 10 m de l'Observatori Keck al volcà Mauna Kea de Hawaii. Participà en el disseny del TMT (Thirty Meter Telescope) dissenyant l'espectròmetre Moderate-To-High-Resolution Spectrometer (MTHR). Aquest telescopi està pendent de construcció a Mauna Kea o a l'Observatori del Roque de los Muchachos a l'illa de La Palma (Illes Canàries).

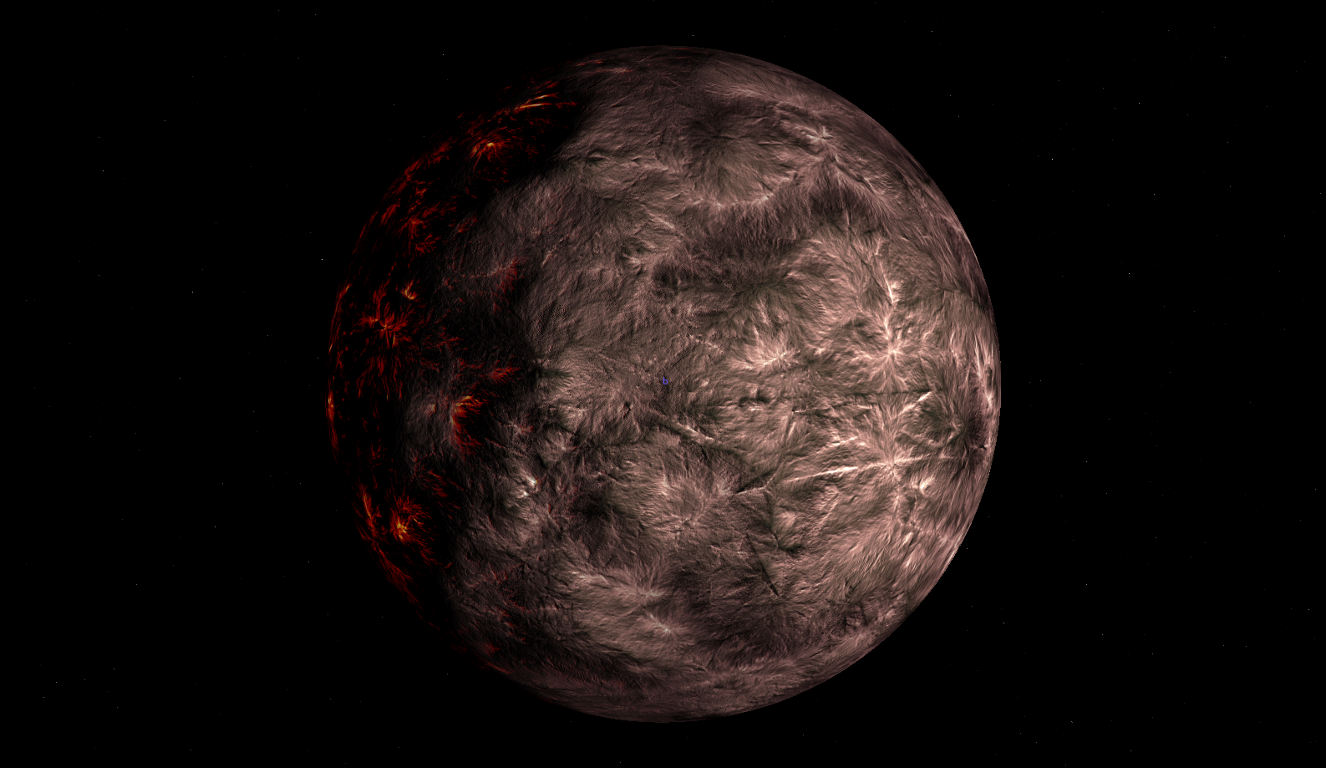
Concepció artística de l'exoplaneta 61 Vir b

El 2000 publicà el seu primer descobriment d'exoplanetes com a primer autor, mitjançant mesures per efecte Doppler de la velocitat radial de les estrelles, (HD 187123 c, HD 134987 b, HD 37124 b, HD 10697 b, HD 134987 c, HD 222582 b i HD 177830 b). El 2002 publicà el descobriment dels exoplanetes HD 4203 b, HD 4208 b, HD 33636 b, HD 68988 b i HD 114783 b. El 2005 descobrí els exoplanetes HD 108874 c, HD 128311 c, HD 190360 c, HD 50499 b, HD 217107 c i HD 37124 d. I el 2010 els exoplanetes de l'estrella 61 Virginis: 61 Vir b, 61 Vir c i 61 Vir d.

## Honors
El 2002 rebé el Premi Beatrice M. Tinsley, que atorga la Societat Americana d'Astrofísica, juntament amb Geoffrey W. Marcy i R. Paul Butler, del mateix grup de treball, per l'avanç realitzat en la caracterització de sistemes planetaris en estrelles distants. El mateix any també rebé el Guardó Memorial Carl Sagan de la Societat Americana d'Astronàutica pel seu lideratge de l'equip de la Universitat de Califòrnia i la Carnegie Institution en la recerca d'exoplanetes.